# Cyprus International 2002
Die Cyprus International 2002 im Badminton fanden vom 17. Oktober bis zum 20. Oktober 2002 in Nikosia statt.

## Sieger und Platzierte
| Disziplin    | Gold                         | Silber                             | Bronze                                   |
| ------------ | ---------------------------- | ---------------------------------- | ---------------------------------------- |
| Herreneinzel | Georgi Petrov                | Theodoros Velkos                   | Yulian Hristov                           |
| Herreneinzel | Georgi Petrov                | Theodoros Velkos                   | Pawel Lenkiewicz                         |
| Dameneinzel  | Katarzyna Krasowska          | Diana Knekna                       | Diana Dimova                             |
| Dameneinzel  | Katarzyna Krasowska          | Diana Knekna                       | Maria Ioannou                            |
| Herrendoppel | Georgi Petrov Yulian Hristov | Alexander Bass Nir Yusim           | Brian Christensen Evandros Votsis        |
| Herrendoppel | Georgi Petrov Yulian Hristov | Alexander Bass Nir Yusim           | Pavlos Charalambidis Christos Tsartsidis |
| Damendoppel  | Maria Ioannou Diana Knekna   | Diana Dimova Atanaska Spasova      | Rina Fridman Svetlana Kapelyan           |
| Damendoppel  | Maria Ioannou Diana Knekna   | Diana Dimova Atanaska Spasova      | Svetlana Neumoina Eugeni Perepechina     |
| Mixed        | Yulian Hristov Diana Dimova  | Nicolas Pissis Katarzyna Krasowska | Evandros Votsis Diana Knekna             |
| Mixed        | Yulian Hristov Diana Dimova  | Nicolas Pissis Katarzyna Krasowska | Dimitar Jilev Linda Zechiri              |